# Себастьяно Майнарді
Себастья́но Майна́рді (також Бастіа́но Майна́рді; італ. Sebastiano Mainardi; бл. 1460, Сан-Джиміньяно — 1513, Флоренція) — італійський живописець.

## Біографія

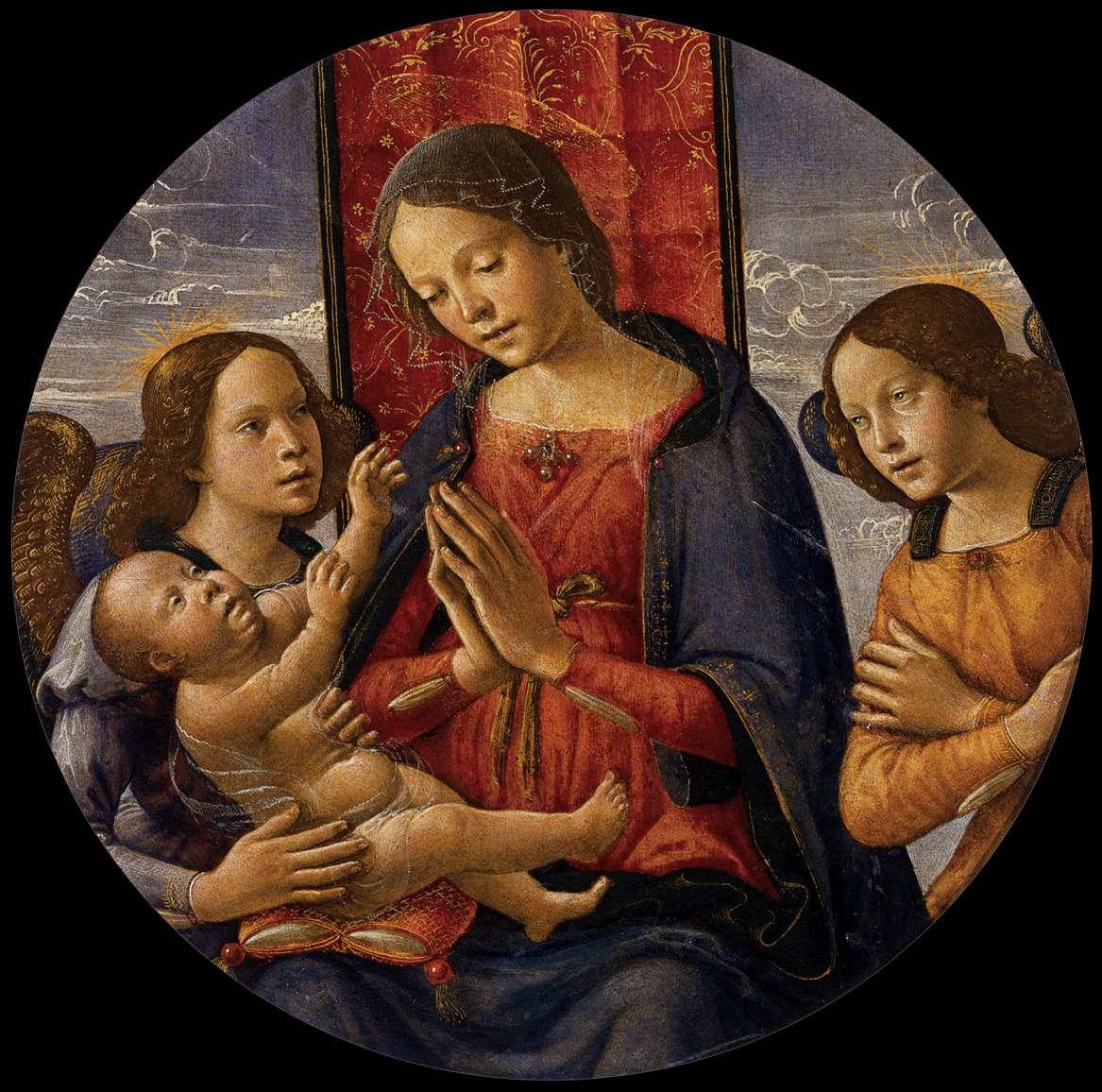
«Мадонна з немовлям і янголами», 1490-ті, Колекція Джорджо Чіні, Венеція

Народився в Сан-Джиміньяно. Свідчення про життя Майнарді досить суперечливі. Джорджо Вазарі у своїх «Життєписах» (1550) стверджує, що він був учнем Доменіко Гірландайо (якому приходився зятем) і працював в його майстерні аж до самої смерті майстра. Він називає низку замовлень, виконаних Гірландайо у період між 1475 і 1477 роками, у створені яких, за його словами, брав участь Майнарді. Цей цикл фресок в каплиці Санта-Фіна, розпис церкви Сан-Джиміньяно, а також фрески в абатстві Пассіджано у Валь-ді-Пеза неподалік від Флоренції. Але інші історичні джерела свідчать про те, що Майнарді народився у 1466 році, отже, не міг брати участь у створенні цих робіт.
Гірландайо сильно вплинув на стиль Майнарді: це помітно в його фресках, однак у першу чергу — у численних зображеннях Мадонни, виконаних у тондо. Для його манери також характерні чітка композиційна побудова, лінеарність і деяка умовність колориту.
Художник помер у Флоренції в 1513 році.